# Tatjana Firova
Tatjana Pavlovna Firova (Russisch:Татьяна Павловна Фирова) (Sarov (Oblast Nizjni Novgorod), 10 oktober 1982) is een Russische sprintster, die gespecialiseerd is in de 400 m. Haar beste prestaties boekte ze echter op de 4 x 400 m estafette. Ze nam driemaal deel aan de Olympische Spelen en won drie zilveren olympische medailles, waarvan er haar later twee werden afgenomen vanwege een dopingovertreding.

## Biografie
Op 21-jarige leeftijd maakte Firova haar olympische debuut op de Olympische Spelen van Athene. Ze trad alleen aan in de kwalificatieronde van de 4 x 400 m estafette, waarbij het Russische team zich plaatste voor de finale met 3.23,52. Hierin werd het Russische estafetteteam zonder Firova tweede in 3.20,16.
Vier jaar later op de Olympische Spelen van 2008 van Peking nam ze deel aan zowel de 400 m als de 4 x 400 m estafette. Op het individuele nummer drong ze door tot de finale en eindigde hierin als zesde. Op het estafettenummer won ze met haar teamgenotes Joelia Goesjtsjina, Ljoedmila Litvinova en Anastasia Kapatsjinskaja een zilveren medaille. Met een tijd van 3.18,82 finishten ze achter de Verenigde Staten (goud; 3.18,54) en voor Jamaica (brons; 3.20,40). Door dopinggebruik, in 2016 vastgesteld na het opnieuw testen van bewaarde urinemonsters, moest zij deze medaille inleveren en werd ook haar zesde plaats op de 400 m uit de uitslagen geschrapt.
Op de wereldkampioenschappen van 2009 in Berlijn moesten de Russinnen op hetzelfde onderdeel in de opstelling Anastasia Kapastjinskaja, Tatjana Firova, Ljoedmila Litvinova en Antonina Krivosjapka genoegen nemen met een bronzen medaille.
Haar grootste individuele succes van haar sportieve loopbaan boekte ze in 2010. Op de Europese kampioenschappen in Barcelona won Firova een gouden medaille op de 400 m. Met een tijd van 49,89 bleef ze haar landgenotes Ksenia Oestalova (zilver; 49,92) en Antonina Krivosjapka (brons; 50,10) voor. Enkele dagen later won ze ook goud op de 4 x 400 m estafette (samen met Anastasia Kapatsjinskaja, Antonina Krivosjapka en Kseniya Ustalova), welke medaille zij ook moest inleveren vanwege dopinggebruik. 
In 2013 werd Firova als onderdeel van de 4 x 400 m estafetteploeg uitgezonden naar de WK van Moskou. Dat team was succesvol en veroverde de wereldtitel met een tijd van 3.20,19. Ook deze medaille moest zij inleveren.
Firova is aangesloten bij Dynamo Moskou.

## Titels
- Wereldkampioene 4 x 400 m - 2013
- Europees kampioene 400 m - 2010
- Europees kampioene 4 x 400 m - 2010
- Russisch indoorkampioene 400 m - 2010

## Persoonlijke records
Outdoor
| Onderdeel | Prestatie | Datum           | Plaats      |
| --------- | --------- | --------------- | ----------- |
| 200 m     | 23,27 s   | 6 augustus 2011 | Moskou      |
| 400 m     | 49,72 s   | 5 juli 2012     | Tsjeboksary |

Indoor
| Onderdeel | Prestatie | Datum            | Plaats |
| --------- | --------- | ---------------- | ------ |
| 200 m     | 23,57 s   | 14 februari 2010 | Moskou |
| 400 m     | 51,13 s   | 13 maart 2010    | Doha   |
| 500 m     | 1.09,41   | 12 januari 2008  | Moskou |
| 600 m     | 1.25,23   | 27 januari 2008  | Moskou |

## Palmares

### 400 m
Kampioenschappen
- 2008: DQ OS - 50,11 s
- 2008: 7e Wereldatletiekfinale - 51,85 s
- 2009: 7e Wereldatletiekfinale - 51,81 s
- 2010:  WK indoor - 51,13 s
- 2010:  EK - 49,89 s

Golden League-podiumplekken
- 2008:  Weltklasse Zürich – 50,70 s

Diamond League-podiumplekken
- 2010:  DN Galan – 50,46 s
- 2010:  Aviva London Grand Prix – 50,84 s
- 2011:  Memorial Van Damme – 50,84 s

### 4 x 400 m
- 2004:  OS - 3.20,16[2]
- 2008: DQ OS - 3.18,82
- 2009:  WK - 3.21,64
- 2010:  WK indoor - 3.27,44
- 2010:  EK - 3.21,26
- 2012: DQ OS - 3.23,23
- 2013: DQ WK - 3.20,19

1983: Walther, Busch, Koch, Rübsam ·
1987: Neubauer, Emmelmann, Schersing, Busch ·
1991: Ledovskaja, Dzjigalova, Nazarova, Bryzgina ·
1993: Torrence, Malone-Wallace, Kaiser-Brown, Miles-Clark ·
1995: Graham, Stevens, Jones, Miles-Clark ·
1997: Feller, Rohländer, Rücker, Breuer ·
1999: Tsjebykina, Gontsjarenko, Kotljarova, Nazarova ·
2001: Richards, Scott, Parris, Fenton ·
2003: Barber, Washington, Richards, Miles-Clark ·
2005: Petsjonkina, Krasnomovets, Antjoech, Pospelova ·
2007: Trotter, Felix, Wineberg, Richards ·
2009: Dunn, Felix, Demus, Richards ·
2011: Richards-Ross, Felix, Beard, McCorory ·
2013: Goesjtsjina, Firova, Ryzjova, Krivosjapka ·
2015: Day, Jackson, McPherson, Williams-Mills ·
2017: Hayes, Felix, Wimbley, Francis ·
2019: Francis, McLaughlin, Muhammad, Jonathas ·
2022: Diggs, Steiner, Wilson, McLaughlin ·
2023: Saalberg, Klaver, Peeters, Bol